# The Pretenders
The Pretenders, ou Pretenders — dénomination utilisée sur la plupart des albums —, est un groupe de rock anglo-américain formé à Londres en 1978 par Chrissie Hynde.
Il s'est fait connaître du grand public par le tube Brass in Pocket en 1979, classé no 1 en Grande-Bretagne, tandis que Don't Get Me Wrong en 1986 leur a apporté leur plus grand succès aux États-Unis.

## Biographie

### Origines
Le groupe est né de la volonté de la chanteuse, auteure, compositrice et guitariste américaine Chrissie Hynde (née le 7 septembre 1951). Elle fonde le groupe avec le bassiste Pete Farndon (2 juin 1952-14 avril 1983), le guitariste James Honeyman-Scott (4 novembre 1956-16 juin 1982) et le batteur Martin Chambers (né le 4 septembre 1951), trois musiciens anglais originaires d'Hereford. Le nom du groupe s'inspire du tube The Great Pretender du groupe The Platters.
Le groupe est plusieurs fois restructuré après la mort de James Honeyman-Scott et de Peter Farndon des suites de consommation de drogue.
Chrissie Hynde arrive à Londres en 1973. Elle écrit dans le New Musical Express comme critique pour subvenir à ses besoins. En musique, elle travaille avec Mark Mothersbaugh (futur Devo), puis joue dans le groupe Big Girls Underwear avec Mick Jones (futur The Clash). Malcolm McLaren, qui deviendra le manager des Sex Pistols, la prend comme guitariste au sein du groupe Masters of the Backside (qui change de nom après son départ pour celui de Damned).
En 1974, Chrissie Hynde s'installe à Paris où elle forme le groupe Les Frenchies. Elle repart vite pour Londres où l’éclosion de la vague punk rock l’attire. Elle vit alors dans des squats en banlieue où elle fait la rencontre du manager Tony Secunda. Chrissie Hynde enregistre quelques maquettes dont The Phone Call avec Fred Berk, le bassiste de Johnny Moped et le batteur Nigel Pegrum (Steeleye Span). En mars 1978, Chrissie Hynde a un mot déplacé au téléphone avec Secunda, qui lui a obtenu un rendez-vous avec Dave Hill de la maison de disques Anchors Record, et qui lui raccroche au nez. Piteuse, elle appelle Dave Hill en lui disant qu'il n'est plus son manager. Hill la reçoit tout de même et la fait signer pour le tout nouveau label qu'il lance, Real Records.

### Formation originale (1978–1982)
Chrissie cherche alors à former un groupe. Dave Hill lui présente Tom Edwards, alias Gass Wild, un batteur de studio avec lequel elle commence à travailler. Wild appelle un de ses amis de sa ville natale d'Hereford (Hereforshire), Pete Farndon, un bassiste qui rentre d’un séjour australien où il jouait avec un groupe folk. Il propose à Farndon de venir le rejoindre à Londres pour intégrer le groupe. Pete Farndon saute sur l’occasion. Après quelques chansons testées ensemble, Farndon est impressionné par le travail de Chrissie Hynde. Chrissie dira de lui qu’il avait des carences comme bassiste, mais qu’il les compensait par le cœur qu’il mettait dans son jeu. Ils réalisent que Wild ne fera pas l'affaire. Chrissie Hynde tente alors de débaucher Phil Taylor, le batteur de Motörhead. Elle l'invite à jouer de la batterie pour eux alors qu’ils auditionnent des guitaristes. Il accepte, mais retourne à son groupe. Pour l’audition, Pete Farndon fait venir de Hereford son ami guitariste James Honeyman-Scott. Pete et Chrissie sont emballés par sa prestation, et pensent avoir trouvé le guitariste qui leur manque, mais celui-ci a moins apprécié qu’eux et rentre à Hereford. Il acceptera de revenir pour enregistrer des maquettes payées au jour de studio travaillé, comme le fera le batteur Gerry Mackleduff pour l’occasion. Ils enregistrent quatre titres ensemble : I Can't Control Myself, Precious, The Phone Call, et Stop Your Sobbing. Honeyman-Scott rentre passer l’été à Hereford.
Farndon et Hynde sont convaincus que James Honeyman-Scott est le guitariste dont ils ont besoin. Ils jouent encore de la séduction pour tenter de le garder avec eux. Puisqu’il aime particulièrement Nick Lowe et son groupe Rockpile, Chrissie Hynde va voir Lowe qu’elle connaît bien et lui fait écouter sa maquette en lui demandant de produire le disque. Nick Lowe accepte de produire un 45-tours pour le groupe avec Stop Your Sobbing en face A et The Wait en face B. Lorsqu’elle annonce la nouvelle à James Honeyman-Scott, celui-ci accepte immédiatement de rejoindre le groupe. Gerry Mackleduff travaille aussi sur l’enregistrement. Mais il est toujours payé à la session et tend à le rester. Les trois autres se remettent à la recherche d’un batteur à plein temps. Pete Farndon et James Honeyman-Scott pensent à un de leurs copains de Hereford, Martin Chambers. L’essai s’avère fructueux : Chrissie Hynde racontera qu’elle se cachait des autres quand elle éclatait de rire pendant la session tant il lui était évident que Chambers était le chaînon manquant et qu’elle tenait enfin son groupe.
Ils donnent leur premier concert sous le nom de Pretenders le 10 décembre 1978 à Londres, en première partie de Racing Cars. Avec le single Stop Your Sobbing, sorti en janvier 1979, le groupe décroche d’entrée un premier succès. Leur premier concert en tête d'affiche a lieu en février, suivi d'une tournée en mars. Les critiques sont dithyrambiques. Chris Thomas, que Chrissie a rencontré en collaborant à l'album Hurt de Chris Spedding, accepte de produire le premier album. En juin, les Pretenders jouent à Paris dans Chorus, l'émission animée par Antoine de Caunes et Jacky. Après la sortie de Kid, le deuxième simple, ils partent en tournée estivale à travers tout le pays. Le 28 décembre, ils participent aux Concerts for the People of Kampuchea en première partie des Who. On pourra entendre les chansons The Wait, Tattooed Love Boys et Precious (en) sur l'album des spectacles, publié le 30 mars 1981, mais seule la dernière sera incluse dans la vidéo Rock for Kampuchea.
En 1980, les Pretenders sortent leur premier album. Il atteint directement la tête des classements du Royaume-Uni, de même que la chanson Brass in Pocket qui reste 2 semaines en tête du classement des 45-tours en Angleterre (17 semaines dans le top 100), atteint la 14e place aux États-Unis et les fera connaître dans le monde entier. En 1981, le groupe sort avec le même bonheur son deuxième album intitulé Pretenders II dont les chansons Message Of Love et I Go to Sleep connaîtront un grand succès mondial comme simples.
La vie interne du groupe devient très difficile à cause de la consommation de drogue. Pete Farndon cause des tensions énormes avec les autres membres fin 1981 à cause de son addiction à la cocaïne. Chrissie Hynde raconte qu’il devenait impossible de travailler avec lui ; son état physique devenait catastrophique. Le 14 juin 1982, alors que le groupe a terminé sa tournée mondiale deux mois auparavant, Chrissie Hynde, Martin Chambers et James Honeyman-Scott se retrouvent à Londres pour décider de se séparer de Pete avec qui ils ne peuvent plus travailler. Ils en avertissent l’intéressé.
L’ironie du destin fera que James Honeyman-Scott mourra pendant son sommeil deux jours plus tard, le 16 juin 1982 ; son cœur n’aura pas supporté plus longtemps son accoutumance à la cocaïne. Moins d’une année plus tard, Pete Farndon meurt à son tour. On le retrouve noyé dans sa baignoire après avoir fait une overdose le 14 avril 1983.

### Nouvelle formation (1983-1989)
Chrissie Hynde et Martin Chambers décident de poursuivre avec le groupe après la mort de James Honeyman-Scott. En juillet 1982, le guitariste de Rockpile Billy Bremner et le bassiste de Big Country Tony Butler rejoignent provisoirement les Pretenders pour enregistrer le single Back on the Chain Gang, avec My City was gone en face B. Sortie en octobre, la chanson devient leur plus grand succès aux États-Unis, restant classée 5e pendant trois semaines consécutives.
Le groupe prend ensuite une configuration plus pérenne, avec Robbie McIntosh à la guitare et Malcolm Foster à la basse. Middle of the Road, premier single de cette formation, sort aux États-Unis en novembre 1983 et figure dans les 20 meilleures ventes du moment. La face B américaine, 2000 Miles, sort en single au Royaume-Uni. Le troisième album, Learning to Crawl sort en janvier 1984. En plus des trois derniers singles, l'album comprend une reprise de Thin Line Between Love and Hate des Persuaders, avec Paul Carrack au clavier. Pour la tournée qui suit, Rupert Black est présent aux claviers.
Peu après le début des sessions d'enregistrement de l'album suivant, avec une piste mise en boîte, Hynde se déclare insatisfaite du jeu de Martin Chambers et le congédie. Déçu par le départ de Chambers, qu'il considère comme le pilier de la section rythmique des Pretenders, Malcolm Foster quitte le groupe. Hynde et McIntosh enregistrent le reste de l'album sur plusieurs séances à New York et Stockholm avec des musiciens de studio. Chrissie Hynde embauche finalement deux de ces musiciens, le bassiste TM Stevens et l'ancien batteur de Haircut One Hundred Blair Cunningham, comme nouvelle section rythmique des Pretenders. L'album Get Close sort en 1986. Les singles Don't Get Me Wrong, Hymn to Her, et My Baby figurent parmi les meilleures ventes du moment, aux États-Unis comme au Royaume-Uni. En concert, les claviers sont tenus par Bernie Worrell. Pendant la tournée, Hynde se rend compte que le son du groupe s'était éloigné de ses racines rock. Au milieu de la tournée, elle congédie Stevens et Worrell, réintègre Malcolm Foster à la basse, et rappelle Rupert Black aux claviers.
Après la fin de la tournée Get Close en 1987, Robbie McIntosh quitte les Pretenders. Il est remplacé par l'ancien guitariste des Smiths Johnny Marr. Le groupe continue à tourner un temps. Malcolm Foster rejoint Simple Minds, et Blair Cunningham retourne à son activité de musicien de studio. En 1987, la compilation The Singles sort, avec les quinze singles britanniques et américains des dix années précédentes, et le duo de Chrissie Hynde avec UB40 sur la reprise de I Got You Babe de Sonny and Cher.
Le single Windows of the World sort au début de 1989 (avec 1969 en face B). Sur ce single, le groupe comprend Chrissie Hynde, Johnny Marr, le bassiste James Eller et le batteur James "JFT" Hood. Marr quitte bientôt le groupe, emmenant Eller avec lui.

### Années 1990
En 1990, Chrissie Hynde recourt à nouveau à des musiciens de studio (y compris les anciens Pretenders Billy Bremner et Blair Cunningham et le bassiste John Mckenzie) pour enregistrer l'album Packed!.
En 1993, Hynde recrute Adam Seymour, ancien guitariste de Katydids, pour former une nouvelle version de Pretenders. Pour enregistrer l'album Last of the Independents, Hynde et Seymour font appel à un certain nombre de musiciens de studio, dont l'ancien bassiste des Smiths Andy Rourke, l'ancien bassiste des Primitives Andy Hobson et le batteur James Hood. Pour la fin des séances d'enregistrement et pour la tournée qui suit, le groupe comprend Hynde, Seymour, Hobson, et voit le retour de Martin Chambers. Cette configuration restera inchangée pendant plus d'une décennie.
L'album Last of the Independents, publié en 1994, est disque d'or aux États-Unis. En sont extraits les singles Night In My Veins et I'll Stand by You.
Le 10 avril 1999, au Royal Albert Hall de Londres, Chrissie Hynde dirige Here, There and Everywhere - A Concert for Linda, un concert en hommage à Linda McCartney co-organisé par Carla Lane. Les Pretenders sont le groupe d'accompagnement de tous les artistes présents.

### Années 2000
Les Pretenders se joignent à Emmylou Harris pour interpréter la chanson She sur l'album Return of the Grievous Angel: A Tribute to Gram Parsons en hommage à Gram Parsons.
En 2002, l'album Loose Screw sort chez Artemis Records.
En mars 2005, les Pretenders sont intronisés au Rock and Roll Hall of Fame. Lors de la cérémonie, le groupe interprète Precious et Message of Love. Dans son discours, Hynde nomme et remercie tous les membres passés du groupe, puis déclare : " Je sais que les Pretenders ressemblent à un groupe d'hommage depuis 20 ans… Et nous rendons hommage à James Honeyman-Scott et Pete Farndon, sans qui nous ne serions pas là. Et d'un autre côté, sans nous, ils auraient pu être ici, mais c'est comme ça que ça marche dans le rock 'n' roll."

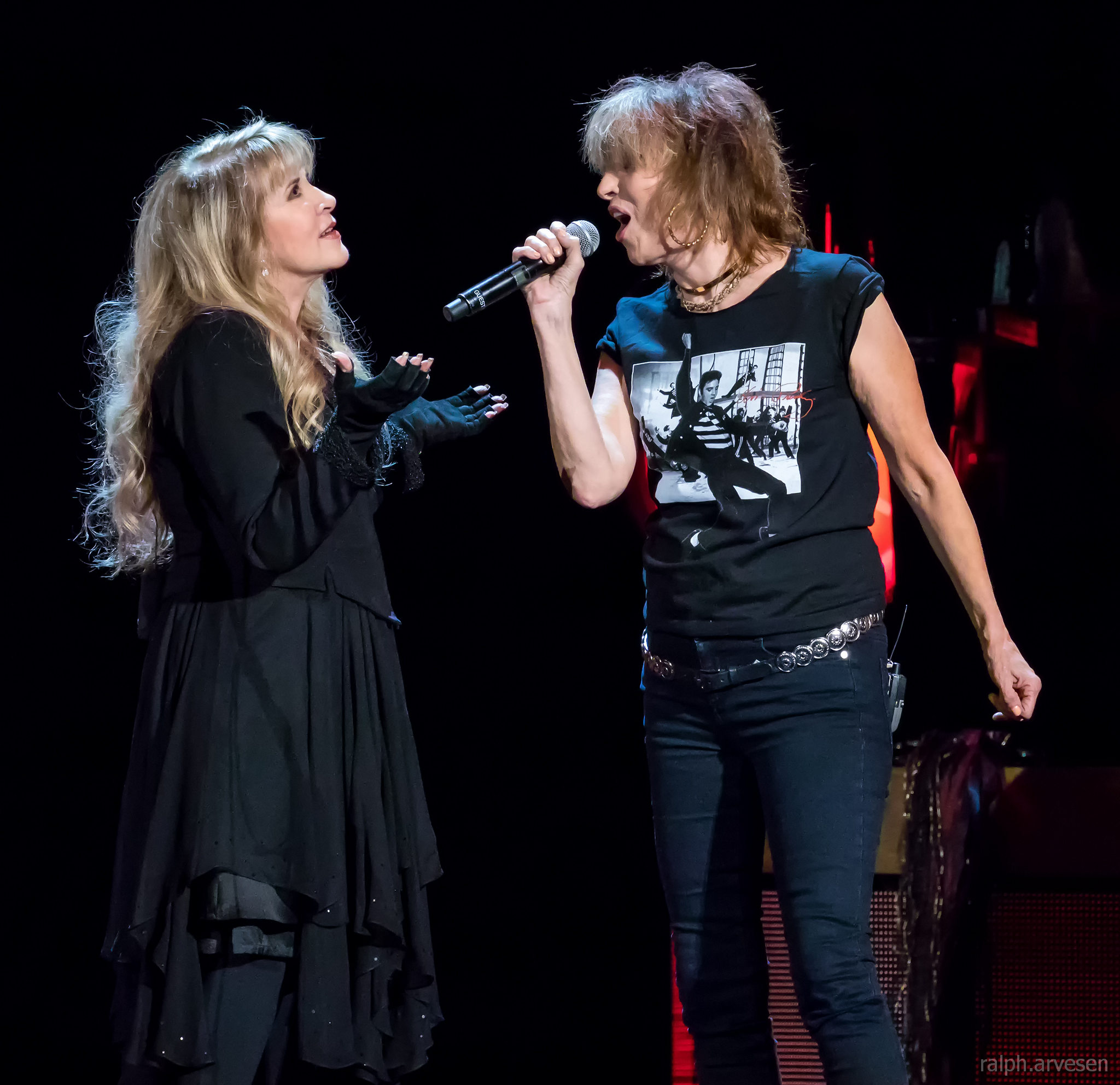
Stevie Nicks et Chrissie Hynde en concert à Austin en 2017

Les Pretenders continuent à tourner à quatre (Hynde, Seymour, Hobson et Chambers). En 2005, le bassiste Hobson quitte le groupe. Il est remplacé par Nick Wilkinson, ce qui marque le premier changement de configuration en treize ans. La même année, Rhino Records publie un coffret de quatre disques, Pirate Radio 1979-2005, qui couvre toute la carrière du groupe, incluant inédits et versions alternatives. Peu après, Seymour quitte le groupe. Il est remplacé par James Walbourne.
L'album Break Up the Concrete sort chez Shangri-La Music le 7 octobre 2008.

### Années 2010
En septembre 2012, les Pretenders se retrouvent (avec Hynde, Chambers, Heywood, Walbourne, et Wilkinson) dans le cadre de la programmation d'animation du Grand Prix de Singapour 2012. Ils sont rejoints par le claviériste / guitariste acoustique Carwyn Ellis à l'automne 2012.
Le 6 septembre 2016, Stevie Nicks annonce que les Pretenders l'accompagneront sur une tournée de 27 villes au cours des trois derniers mois de 2016. Le groupe est toujours composé de Hynde, Chambers, Heywood, Walbourne, et Wilkinson.
Les Pretenders sortent leur dixième album studio, Alone, le 21 octobre 2016. Comme sur Packed!, Hynde est alors le seul membre officiel du groupe, l'enregistrement s'étant fait entièrement avec des musiciens de studio.

### Années 2020
Le 17 juillet 2020, le groupe, reformé avec Chrissie Hynde, Martin Chambers, James Walbourne, et Nick Wilkinson, sort son onzième album studio, Hate for Sale.

## Discographie

### Albums studio
- 1979 : Pretenders
- 1981 : Pretenders II
- 1984 : Learning to Crawl
- 1986 : Get Close
- 1990 : Packed!
- 1994 : Last of the Independents
- 1999 : ¡Viva El Amor!
- 2002 : Loose Screw
- 2008 : Break Up the Concrete
- 2016 : Alone
- 2020 : Hate for sale
- 2023 : Relentless

### Albums live
- 1995 : The Isle of View
- 2003 : Loose in L.A.
- 2010 : Live in London
- 2016 : Alive (couplé avec l'album studio Alone)

### EP
- 1981 : Extended Play

### Compilations
- 1987 : The Singles
- 2000 : Greatest Hits
- 2006 : Pirate Radio
- 2009 : The Best of Pretenders

### Singles
| Année | Titre                           | Meilleure position[réf. nécessaire] | Meilleure position[réf. nécessaire] | Meilleure position[réf. nécessaire] | Meilleure position[réf. nécessaire] | Album                    |
| ----- | ------------------------------- | ----------------------------------- | ----------------------------------- | ----------------------------------- | ----------------------------------- | ------------------------ |
| Année | Titre                           | États-Unis Hot 100                  | États-Unis Modern Rock              | États-Unis Mainstream Rock          | Royaume-Uni                         | Album                    |
| 1979  | Stop Your Sobbing               | no 65                               | -                                   | -                                   | no 34                               | Pretenders               |
| 1979  | Kid                             | -                                   | -                                   | -                                   | no 33                               | Pretenders               |
| 1980  | Brass in Pocket (I'm Special)   | no 14                               | -                                   | -                                   | no 1                                | Pretenders               |
| 1980  | Talk of the Town                | -                                   | -                                   | -                                   | no 8                                | Pretenders II            |
| 1981  | Message of Love                 | -                                   | -                                   | no 5                                | no 11                               | Pretenders II            |
| 1981  | The Adultress                   | -                                   | -                                   | no 12                               | -                                   | Pretenders II            |
| 1981  | I Go to Sleep                   | -                                   | -                                   | -                                   | no 7                                | Pretenders II            |
| 1983  | Back on the Chain Gang          | no 5                                | -                                   | no 4                                | no 17                               | Learning to Crawl        |
| 1983  | My City Was Gone                | -                                   | -                                   | no 11                               | -                                   | Learning to Crawl        |
| 1983  | Middle of the Road              | no 19                               | -                                   | -                                   | -                                   | Learning to Crawl        |
| 1984  | Show Me                         | no 28                               | -                                   | -                                   | -                                   | Learning to Crawl        |
| 1984  | Thin Line Between Love and Hate | no 83                               | -                                   | -                                   | no 49                               | Learning to Crawl        |
| 1986  | Don't Get Me Wrong              | no 10                               | -                                   | no 1                                | no 10                               | Get Close                |
| 1987  | My Baby                         | no 64                               | -                                   | no 1                                | -                                   | Get Close                |
| 1987  | Room Full of Mirrors            | -                                   | -                                   | no 28                               | -                                   | Get Close                |
| 1987  | Where Has Everybody Gone?       | -                                   | -                                   | no 26                               | -                                   | Get Close                |
| 1988  | Windows of the World            | -                                   | no 21                               | -                                   | -                                   | single                   |
| 1990  | Never Do That                   | -                                   | no 4                                | no 5                                | -                                   | Packed!                  |
| 1990  | Hold a Candle to This           | -                                   | no 18                               | -                                   | -                                   | Packed!                  |
| 1990  | Sense of Purpose                | -                                   | no 23                               | -                                   | -                                   | Packed!                  |
| 1994  | Night In My Veins               | no 71                               | no 2                                | no 13                               | no 25                               | Last of the Independents |
| 1994  | I'll Stand by You               | no 16                               | no 21                               | -                                   | no 10                               | Last of the Independents |